# 鈴木大介 (ギタリスト)
鈴木 大介（すずき だいすけ、1970年12月18日 - ）は、日本のクラシックギター奏者。

## 人物
神奈川県横浜市出身。早稲田大学第一文学部卒業。市村員章、福田進一、尾尻雅弘にギターを師事、川上哲夫、中島良史に作曲を師事。
大学在学中の1992年にバルセロナのマリア・カナルス国際音楽コンクール・ギター部門にて第3位入賞。1993年、イタリアのアレッサンドリア市国際ギターコンクール「オマジオ・ア・アンドレス・セゴビア」にて優勝。1994年より文化庁派遣在外研修員としてオーストリア・ザルツブルク・モーツァルテウム大学に留学。2000年、出光音楽賞受賞。「カタロニア讃歌～鳥の歌／禁じられた遊び～」で2005年度文化庁芸術祭優秀賞レコード部門を受賞。2006年、芸術選奨新人賞音楽部門受賞。2002年4月から2008年3月までNHK-FMにて「気ままにクラシック 」を担当。
武満徹作品に積極的に取り組んでおり、「武満徹ギター作品集成」「武満徹映画音楽集 夢の引用」などをリリースしている。アグスティン・バリオスの作品集も出している。
『将棋世界』2014年3月号誌上で、同姓同名の棋士鈴木大介と対談している。
現在は、洗足学園音楽大学客員教授。

## ディスコグラフィ
- RITO祭礼（1996年）
- 武満徹ギター作品集成（1997年）
- フランセーズ（1998年）
- Cheek to Cheek（1998年） - フレッド・アステアへのトリビュートアルバム
- バリオス作品集1「あなたと私」（1999年）
- バリオス作品集２「iAy,Ay,Ay！」（2000年）
- Dodes'kaden（2001年） - 渡辺香津美が参加
- バリオス作品集３「La Catedral」（2001年）
- 月の光（2002年）
- デイドリーム（2002年） - 古部賢一とのデュオ
- SWEET BOSSA-BREEZIN' GUITAR（2003年）
- 夢～北の帆船（2004年） - 林光のギター協奏曲をリメイク
- 伊福部昭を弾く（2014年）